# Синий сок
«Синий сок» (англ. Blue Juice) — британский фильм Карла Пречезера 1995 года. Главные роли в фильме исполняют Шон Пертви, Кэтрин Зета-Джонс и Юэн Макгрегор. Картину снимали в Великобритании, в графстве Корнуолл.

## Сюжет
Джей Си (Шон Пертви) — бывший чемпион по сёрфингу. Казалось, он имел всё, о чём только можно пожелать. Днём он преподает сёрфинг подросткам, ночь проводит со своей подругой Хлоей (Кэтрин Зета-Джонс). Но всё меняется, спокойная жизнь нарушена, когда к Джей Си приезжают друзья из Лондона без предупреждения. Его друзья, особенно наркодилер Дин Раймонд (Юэн Макгрегор), намерены вернуть друга к старым привычкам и интересам, которые, как надеялась Клои, давно в прошлом.

## В ролях
- Шон Пертви — Джей Си
- Кэтрин Зета-Джонс — Хлоя
- Юэн Макгрегор — Дин Раймонд
- Стивен Макинтош — Джош Тамбини